# Viktor Zentrich
Viktor Zentrich (* 13. Juni 2003) ist ein tschechisch-deutscher Fußballspieler.

## Karriere

### Verein
Nach seinen Anfängen in der Jugend des TSV Milbertshofen wechselte er im Sommer 2015 in die Jugendabteilung der SpVgg Unterhaching. Nachdem er für seinen Verein 45 Spiele in der B-Junioren-Bundesliga bestritten hatte, kam er dort auch zu seinem ersten Einsatz im Profibereich, als er am 1. Juli 2020, dem 37. Spieltag, beim 2:2-Unentschieden gegen den FC Carl Zeiss Jena in der 88. Spielminute für Jannis Turtschan eingewechselt wurde.
Mit diesem Einsatz wurde er mit 17 Jahren und 18 Tagen der jüngste Spieler der Drittligageschichte und löste damit David Alaba ab, der bei seinem Debüt 2009 35 Tage älter war. Diesen Rekord verlor er im Januar 2021 an seinen Mannschaftskollegen Fynn Seidel.

### Nationalmannschaft
Zentrich lief zwischen 2018 und 2019 in insgesamt vier Spielen für die tschechische U-16 auf, bei denen ihm insgesamt ein Tor gelang. In den Jahren 2019 und 2020 erfolgten sechs Einsätze für die U-17.

## Erfolge
2023 Meister der Regionalliga
2023 Aufstieg in die 3. Liga